# Hugh Downman
Hugh Downman, né vers 1765 à Plympton et mort le 4 janvier 1858 à Hambledon, est un amiral de la Royal Navy.
Il a participé à la guerre d'indépendance des États-Unis, aux guerres de la Révolution française et aux guerres napoléoniennes.